# British Academy Film Award/Bester Dokumentarfilm
Die Liste versammelt Gewinner und Nominierte des British Academy Film Award in der Kategorie Bester Dokumentarfilm. Der Preis war von 1960 bis 1990 als Robert Flaherty Award bekannt. Von 1984 bis 1990 erfolgte die Vergabe für Fernsehproduktionen.
Vier Mal wurden Oscar-prämierte Filme ausgezeichnet, zuletzt 1972 Die Hellstrom-Chronik. Steht ein Sternchen hinter dem Filmtitel, wurde der Film mit einem Oscar ausgezeichnet.
Die aufgeführten Filme werden mit ihrem deutschen Verleihtitel (sofern ermittelbar) angegeben, danach folgt in Klammern in kursiver Schrift der Originaltitel in der jeweiligen Landessprache und abgetrennt Regisseure und Produzenten, die nominiert wurden. Die Nennung des Originaltitels entfällt, wenn kein deutscher Verleihtitel bekannt ist oder deutscher und Original-Filmtitel identisch sind. Die Gewinner stehen hervorgehoben an erster Stelle.

## 1940er-Jahre
1949
Louisiana-Legende (Louisiana Story)
Farrebique ou Les quatre saisons
Is Everybody Listening?
Shadow of the Ruhr
Those Blasted Kids
Three Dawns To Sydney

## 1950er-Jahre
1950
Daybreak in Udi*
Circulation
The Cornish Engine
Drug Addict
Isole nella laguna
The Liver Fluke in Great Britain
Report on the Refugee Problem
1951
The Undefeated
Inland Waterways
Kon-Tiki
La montagne est verte
Die Robbeninsel (Seal Island)
The Vatican
La vie commence demain
1952
Im Tal der Biber (In Beaver Valley)
David
A Family Affair
Family Portrait
Oil for the Twentieth Century
Out of True
Bezoek aan Picasso
1953
Royal Journey
Fishermen of Negombo
Highlights of Farnborough 1952
Journey Into History
Le Mans 1952
Erde, die große Unbekannte (Nature’s Half Acre)
Ocean Terminal
The Open Window
Opera School
Rig 20
The Streamlined Pig
1954
Die Bezwingung des Everest (The Conquest of Everest)
Crin blanc: Le cheval sauvage
Images Mediaevales
Kumak, The Sleepy Hunter
Im Reiche der weißen Bären (Во льдах океана)
Mille miglia 1953
Operation Hurricane
Teeth of the Wind
Wasservögel (Water Birds)
World Without End
1955
Das große Abenteuer (Det stora äventyret)
3-2-1-zero
The Back of Beyond
Lekko!
Thursday’s Children
1956
Wunder der Prärie (The Vanishing Prairie)*
Gold
Miner’s Window
Strijd zonder einde
1957
On the Bowery
Foothold on Antarctica
Generator 4
Die schweigende Welt (Le monde du silence)
Under the Same Sky
1958
Journey Into Spring
City of Gold
Every Day Except Christmas
Holiday
The USA in the 30’s
1959
Glas*
The Forerunner
Jabulani Afrika
L.S. Lowry
Secrets of the Reef
Wonders of Chicago

## 1960er-Jahre
1960
The Savage Eye – Regie: Joseph Strick, Sidney Meyers, Ben Maddow
This Is the BBC – Regie: Richard Cawston
We Are the Lambeth Boys – Regie: Karel Reisz
Weiße Wildnis (White Wilderness) – Regie: James Algar
1961
–
1962
Les rendez-vous du diable
1963
–
1964
–
1965
Nobody Waved Good-bye
Zwölf Millionen (Alleman)
The Life of Billy Walker
Portrait of Queenie
1966
Tokio 1964 (Tôkyô orinpikku) – Regie: Kon Ichikawa
Brute Force and Finesse – Regie: Max Morgan Witts
Deckie Learner – Regie: Michael Grigsby
Stravinsky – Regie: Roman Kroitor, Wolf Koenig
1967
Fußballweltmeisterschaft 1966 (Goal! The World Cup) – Regie: Abidin Dino, Ross Devenish
Buster Keaton Rides Again – Regie: John Spotton
I’m Going to Ask You to Get Up Out of Your Seat – Regie: Richard Cawston
Matador – Regie: Kevin Billington
1968
Sterben für Madrid (Mourir à Madrid) – Regie: Frédéric Rossif
Famine – Regie: Jack Gold
The Things I Cannot Change – Regie: Tanya Ballantyne
1969
In Need of Special Care: Camphill Rudolph Steiner School, Aberdeen – Regie: Jonathan Stedall
Inside North Viet Nam – Regie: Felix Greene
NBC Experiment in Television – Regie: Michael Tuchner
Music! (Folge 4.1)
A Plague on Your Children – Regie: Adrian Malone

## 1970er-Jahre
1970
Prologue – Regie: National Film Board of Canada (Robyn Spry)
1971
Sad Song of Yellow Skin – Regie: National Film Board of Canada (Michael Rubbo)
1972
Die Hellstrom-Chronik (The Hellstrom Chronicle)* – Regie: Walon Green
Death of a Legend – Regie: Bill Mason
1973
–
1974
Grierson – Regie: National Film Board of Canada (Roger Blais)
1975
Cree Hunters of Mistassini – Regie: Tony Ianzelo, Boyce Richardson
Compañero: Victor Jara of Chile – Regie: Stanley Forman, Martin Smith
Leprosy – Regie: Andrzej Trzos-Rastawiecki
1976
In Search of the Early Americans – Regie: Alan Pendry
Seven Green Bottles – Regie: Eric Marquis
1977
Los Canadienses – Regie: Albert Kish
White Rock – Regie: Tony Maylam
1978
–
1979
The Silent Witness – Regie: David W. Rolfe

## 1980er-Jahre
1980
Der Holzschuhbaum (L’albero degli zoccoli) – Regie: Ermanno Olmi
1981
–
1982
Soldier Girls – Regie: Nick Broomfield, Joan Churchill
Best Boy: Ira Wohl
The Life and Times of Rosie the Riveter – Regie: Connie Field
Return Journey – Regie: Ian Potts
1983
Die Last der Träume (Burden of Dreams) – Regie: Les Blank
The Atomic Cafe – Regie: Kevin Rafferty, Jayne Loader, Pierce Rafferty
Not a Love Story: A Film About Pornography – Regie: Bonnie Sherr Klein
The Weavers: Wasn’t That a Time – Regie: Jim Brown
1984
Schindler (Schindler: The Documentary) – Regie: Jon Blair
Forty Minutes, Folge: Female Circumcision – Regie: Louise Panton
Wildlife on One, Folge: Night Life – Regie: Dilys Breese
The Boy David, Folge 3: The Visit – Regie: Alex McCall
1985
28 Up – Regie: Michael Apted
The South Bank Show, Folge: Alan Bennett – Regie: David Hinton
1986
Omnibus, Folge: Leonard Bernstein’s West Side Story – Regie: Christopher Swann
The South Bank Show, Folge: David Lean: A Life in Film – Regie: Nigel Wattis
Marilyn Monroes letzte Tage (Say Goodbye to the President) – Regie: Christopher Olgiati
1987
Shoah – Regie: Claude Lanzmann
1988
Baka – People of the Rainforest – Regie: Phil Agland
Forty Minutes, Folge: Home from the Hill – Regie: Molly Dineen
Fourteen Days in May – Regie: Paul Hamann
1989
This Week, Folge: Death on the Rock – Regie: Osbert Parker
Great Performances, Folge: Richard Burton: In from the Cold – Regie: Tony Palmer
The Men Who Killed Kennedy – Regie: Nigel Turner

## 1990er-Jahre
1990
Four Hours in My Lai – Kevin Sim
Cambodia – Year 10: A Special Report by John Pilger (Viewpoint ’89) – Regie: David Munro
Lost Children of the Empire – Regie: Joanna Mack, Mike Fox
Romania – State of Fear (Everyman) – Regie: John Blake

## 2010er-Jahre
2012
Senna – Regie: Asif Kapadia
George Harrison: Living in the Material World – Regie: Martin Scorsese
Project Nim – Regie: James Marsh, Simon Chinn
2013
Searching for Sugar Man – Regie: Malik Bendjelloul, Simon Chinn
Der Blender – The Imposter (The Imposter) – Regie: Bart Layton, Dimitri Doganis
Marley – Regie: Kevin Macdonald, Steve Bing, Charles Steel
McCullin – Regie: David Morris, Jacqui Morris
West of Memphis – Regie: Amy Berg
2014
The Act of Killing – Regie: Joshua Oppenheimer
The Armstrong Lie – Regie: Alex Gibney
Tim’s Vermeer – Regie: Penn & Teller, Farley Ziegler
We Steal Secrets: Die WikiLeaks Geschichte (We Steal Secrets: The Story of WikiLeaks) – Regie: Alex Gibney
Blackfish – Regie: Gabriela Cowperthwaite
2015
Citizenfour – Regie: Laura Poitras
Finding Vivian Maier – Regie: John Maloof, Charlie Siskel
20 Feet from Stardom – Regie: Morgan Neville
20.000 Days on Earth – Regie: Iain Forsyth, Jane Pollard
Virunga – Regie: Orlando von Einsiedel
2016
Amy – Regie: Asif Kapadia, James Gay-Rees
Listen to Me Marlon – Regie: Stevan Riley, John Battsek, George Chignell, R.J. Cutler
He Named Me – Regie: Malala Davis Guggenheim, Walter Parkes, Laurie Macdonald
Sherpa – Trouble on Everest – Regie: Jennifer Peedom, Bridget Ikin, John Smithson
Cartel Land – Regie: Matthew Heineman, Tom Yellin
2017
Der 13. (The 13th) – Regie: Ava DuVernay
The Beatles: Eight Days a Week – The Touring Years – Regie: Ron Howard
The Eagle Huntress – Regie: Otto Bell
Im Dunkeln sehen – Notizen eines Blinden (Notes on Blindness) – Regie: Peter Middleton, James Spinney
Weiner – Regie: Josh Kriegman, Elyse Steinberg
2018
I Am Not Your Negro – Regie: Raoul Peck
City of Ghosts – Regie: Matthew Heineman
Ikarus (Icarus) – Regie: Dan Cogan, Bryan Fogel
Immer noch eine unbequeme Wahrheit – Unsere Zeit läuft (An Inconvenient Sequel: Truth to Power) – Regie: Bonni Cohen, Jon Shenk
Jane – Regie: Brett Morgen
2019
Free Solo – Regie: Elizabeth Chai Vasarhelyi, Jimmy Chin
Alexander McQueen – Der Film (McQueen) – Regie: Ian Bonhôte, Peter Ettedgui
RBG – Ein Leben für die Gerechtigkeit (RBG) – Regie: Julie Cohen, Betsy West
They Shall Not Grow Old – Regie: Peter Jackson
Three Identical Strangers – Regie: Tim Wardle

## 2020er-Jahre
2020
Für Sama (For Sama) – Waad al-Kateab, Edward Watts
- American Factory – Steven Bognar, Julia Reichert
- Apollo 11 – Todd Douglas Miller
- Diego Maradona – James Gay-Rees, Asif Kapadia, Paul Martin
- The Great Hack – Karim Amer, Jehane Noujaim

2021
Mein Lehrer, der Krake (My Octopus Teacher) – Pippa Ehrlich, James Reed, Craig Foster
- Kollektiv – Korruption tötet (Colectiv) – Alexander Nanau
- David Attenborough: Mein Leben auf unserem Planeten (David Attenborough: A Life on Our Planet) – Alastair Fothergill, Jonnie Hughes, Keith Scholey
- Das Dilemma mit den sozialen Medien (The Social Dilemma) – Jeff Orlowski, Larissa Rhodes
- The Dissident – Bryan Fogel, Thor Halvorssen, Mark Monroe, Jake Swantko

2022
Summer of Soul (…Or, When the Revolution Could Not Be Televised) – Ahmir „Questlove“ Thompson, David Dinerstein, Robert Fyvolent, Joseph Patel
- Becoming Cousteau – Liz Arbus, Dan Cogan
- Cow – Andrea Arnold, Kat Mansoor
- Flee – Jonas Poher Rasmussen, Monica Hellström
- The Rescue – Elizabeth Chai Vasarhelyi, Jimmy Chin, John Battsek, P. J. van Sandwijk

2023
Nawalny (Navalny) – Daniel Roher, Diane Becker, Shane Boris, Melanie Miller, Odessa Rae
- All That Breathes – Shaunak Sen, Teddy Leifer, Aman Mann
- All the Beauty and the Bloodshed  – Laura Poitras, Howard Gertler, Nan Goldin, Yoni Golijov, John Lyons
- Fire of Love – Sara Dosa, Shane Boris, Ina Fichman
- Moonage Daydream – Brett Morgen

2024
20 Tage in Mariupol (20 днів у Маріуполі, 20 dniw u Mariupoli) – Regie: Mstyslaw Tschernow; Produktion: Raney Aronson-Rath
- American Symphony – Regie: Matthew Heineman; Produktion: Lauren Domino und Joedan Okun
- Beyond Utopia – Regie: Madeleine Gavin; Produktion: Rachel Cohen und Jana Edelbaum
- Still: A Michael J. Fox Movie – Regie: Davis Guggenheim; Produktion: Davis Guggenheim, Jonathan King und Annetta Marion
- Wham! – Regie/Produktion: Chris Smith

2025
Super/Man: The Christopher Reeve Story – Regie: Ian Bonhôte und Peter Ettedgui; Produktion: Lizzie Gillett und Robert Ford
- Black Box Diaries – Regie: Shiori Itō; Produktion: Shiori Itō, Eric Nyari und Hanna Aqvilin
- Daughters – Regie: Natalie Rae und Angela Patton
- No Other Land – Regie: Yuval Abraham, Basel Adra, Hamdan Ballal und Rachel Szor
- Will & Harper – Regie: Josh Greenbaum; Produktion: Rafael Marmor, Christopher Leggett, Will Ferrell und Jessica Elbaum